# Modernisering
Het begrip modernisering verwijst in eerste instantie naar het geheel van samenhangende maatschappelijke veranderingen die vanaf de industriële revolutie hebben plaatsgevonden. De economische groei in deze periode leidde tot urbanisatie, industrialisatie, en een verbetering van het onderwijs. Deze veranderingen hebben een overgang tot stand gebracht van de traditionele standenmaatschappij naar de moderne samenleving, oftewel de moderniteit.
Dit proces zorgde voor veel veranderingen op alle gebieden in de samenleving. Zo zijn er een aantal andere veranderingsprocessen die verbonden zijn met modernisering, waaronder: individualisering, rationalisering, democratisering, natievorming, bureaucratisering en secularisering.

## Modernisering en individualisering
Een belangrijke lijn in deze veranderingen is dat het belang van de maatschappij of religie plaatsmaakte voor vrijheden van het individu. De veranderingen die modernisering teweegbracht maakte dat het individu steeds belangrijker werd in de moderne samenleving. De samenleving was nu immers zo ingedeeld dat er meer ruimte ontstond voor zelfverbetering, ambitie, en andere post-materialistische ideeën.
Niet overal in de wereld ontstonden dezelfde waarden. In Europa groeide vooral de zelf-transcendentale waarden, terwijl in Afrika en Azië meer waarden omtrent zelf-verbetering ontstonden. Korotayev, Slinko, Meshcherina en Zinkina hebben deze verschillen proberen te verklaren. Ten eerste valt het te verklaren door middel van een verschil in de fase van modernisering waar de werelddelen zich in bevinden. Maar de grootste verklarende factor is de verschillende beschavingen, deze zorgen voor een ander patroon in moderniserende waarden.

## Modernisering en rationalisering
In de sociologie wordt modernisering gekenmerkt door het overkoepelende proces van rationalisering. Deze manier van rationeel denken overtrok zich op alle gebieden in de samenleving, zowel in het economische als in het sociale leven. Door de economische groei ontstond er in de agrarische samenleving een surplus, die landen op een rationele manier konden gebruiken om de economie anders in te delen. De verdeling van arbeid nam toe en er kwamen nieuwe productie technieken. Zo ontstond er met het proces van modernisering een moderne, globale economie met een toenemende globale markt.
De verbetering van het onderwijs dat ontstond tijdens de modernisering droeg ook bij aan het proces van rationalisering. Ten eerste is onderwijs de plek waar kennis verspreid wordt. Kinderen worden hier voorbereid op hun toekomst, zo worden zij geleerd en getraind in de rationele gedachtegang. Ten tweede weerspiegelt het onderwijs het niveau van rationalisering van de samenleving. Het versterkt en verspreidt de cultuur die al aanwezig is. Op deze manier genereert de verbetering van het onderwijs tijdens de modernisering dus het proces van rationalisering.

## Modernisering en democratisering
Seymour Martin Lipset bespreekt in Some Social Requisites of Democracy: Economic Development and Political Legitimacy de democratisering die het proces van modernisering met zich meebrengt. Vanuit een socio-economisch perspectief verklaart hij met zijn moderniseringstheorie de democratisering van een land.
De mate van economische ontwikkeling bepaalt de mate van democratie. Economische ontwikkeling bestaat uit vier indicatoren - industrialisering, urbanisering, onderwijs, en welvaart - die samen het proces van modernisering vormen. In landen waar deze vier indicatoren op hoog niveau zijn, is de kans groter dat het land democratisch is.
Er bestaat ook kritiek op de socio-economische benadering van Lipset. Przeworski en Limongi stellen dat zijn moderniseringstheorie te veel gefocust is op de economische ontwikkeling van landen en daarmee geen rekening houdt met sociale factoren die nodig zijn voor een democratische transitie. Het is niet het geval dat democratisering voortkomt uit economische ontwikkeling, maar het is wel zo dat een democratie een grotere overlevingskans heeft in een economisch welvarend land. Volgens Przeworski en Limongi zorgt modernisering er dus voor dat landen democratisch blijven, maar niet dat ze democratisch worden.
Ook Inglehart en Welzel stellen in meerdere werken dat democratisering niet louter voorkomt uit de economische groei die modernisering met zich meebrengt. Democratisering ontstaat namelijk door sociale en culturele factoren. Het proces van modernisering creëert dan ook culturele verandering, bijvoorbeeld de participatie van vrouwen. Over het algemeen ontstonden in de moderne samenleving bovendien waarden als vrijheid van meningsuiting en participatie. Deze veranderingen stimuleren de ontwikkeling van democratische instituties.

## Modernisering en natievorming
Samuel Huntington beschrijft in zijn boek Political Order in Changing Societies de invloed van modernisering op natievorming. Volgens Huntington levert modernisering een bijdrage aan de natievorming in een land, zo stelt hij: het produceert bewustzijn, cohesie, organisatie, en acties van maatschappelijke krachten. Huntington heeft het over politieke modernisering waarbij nationale integratie en accumulatie van macht wordt gerealiseerd door politieke instituties. Op deze manier krijgt de nationale staat soevereiniteit van de burgers om hen te beschermen tegen lokale en regionale tegenstanders. Modernisering draagt dus bij aan een gevoel van nationalisme en nationale trots voor de moderne staat.
Echter, modernisering kan naast een integrerend effect ook een de-integrerend effect op landen hebben. Wanneer de economische ontwikkeling sneller gaat dan de politieke modernisering is het land nog niet klaar voor deze verandering en zorgt dat voor onstabiliteit, in plaats van stabiliteit. Aldus Huntington: modernisering creëert onstabiliteit, moderniteit creëert stabiliteit.

## Modernisering en bureaucratisering
Politieke modernisering als Samuel Huntington deze omschreef leidt ook tot differentiatie van nieuwe politieke functies. Dankzij modernisering en de verdeling van arbeid is er meer ruimte in de samenleving gekomen voor specialisatie en bepaalde structuren om die functies uit te oefenen, ofwel bureaucratisering. Militaire, wettelijke, wetenschappelijke, en administratieve functies bijvoorbeeld, worden door modernisering gescheiden van het politieke gebied. Deze gebieden opereren dan als zelfstandige, gespecialiseerde organen in de moderne samenleving.

## Modernisering en secularisering
De ontwikkeling van een moderne samenleving leidde in veel landen ook tot secularisering, ofwel scheiding van kerk en staat. De rationalisering en individualisering als gevolg van modernisering zorgde ervoor dat religieuze waarden minder belangrijk werden. Het belang van het individu oversteeg het belang van de religieuze gemeenschap. En de rationale, wetenschappelijke manier van denken ondermijnde religieuze overtuigingen.
Bovendien was er in de moderne samenleving weinig ruimte voor een religieuze samenleving. Ferdinand Tonnies bespreekt dit in zijn gemeenschap-naar-samenleving transitie. Hier legt hij uit dat tijdens de modernisering kleine, geïntegreerde gemeenschappen hun macht en positie verloren aan de grootschalige industriële samenleving van de moderne staten. De kleine gemeenschappen konden niet op tegen de grote, bureaucratische steden. Met de transitie van een agrarische naar een moderne, industriële samenleving ontstond ook een transitie van traditionele naar seculaire waarden.